# Воспоминание о докторе Сэмюэле Джонсоне
«Воспоминание о докторе Сэмюэле Джонсоне» (англ. A Reminiscence of Dr. Samuel Johnson) — рассказ, написанный Говардом Лавкрафтом в сентябре 1917 года. Опубликован в том же году в «United Amateur» под псевдонимом Хэмфри Литтлвит, эсквайр (англ. Humphry Littlewit, Esq). Эта история является примером лавкрафтовской имитации старинного стиля. Рассказчик — Литтлвит (фамилию которого можно перевести как Слабоумный). Рассказ написан на языке, характерном для того времени, с использованием уже устаревшей к моменту его написания орфографии.

## Сюжет
Рассказ написан в автобиографическом стиле и является якобы мемуарами Хэмфри Литтлвита, который родился 200 лет назад — в 1690 году — и живёт уже 228-й год. Хэмфри приехал в Лондон еще в юности и познакомился с многими детьми, которые потом стали выдающимися деятелями времен царствования короля Вильгельма: Джона Драйдена, Джозефа Аддисона, Джонатана Свифта, Александра Поупа.
В мае 1763 года в таверне «Митра» господин Джеймс Босуэлл познакомил Хэмфри с доктором Джонсом. Они становятся друзьями, обсуждают множество литературных тем, посещают встречи «Литературного клуба». Раз в недели, художники и писатели собирались в разных местах: в «Голове турка», на Геррард-стрит, «У Принца» на Сэквилль-стрит, в «У Ле Теллье» на Довер-стрит, «У Парслоу» или «Дом с соломенной крышей» на Сент-Джеймс-стрит. Эти дружные встречи обычно проходили спокойно, хотя, иногда они контрастировали с разногласиями в литературных взглядах нынешней «Ассоциации любительской прессы». Множество деятелей посещали эти собрания и высказывали свое мнение по поводу самых разных событий, что породило не мало конфликтов и сплетен.
Хэмфри запомнил много вещей о Сэме Джонсоне и его клубе, членство в котором он сохранял еще долгое время после смерти доктора. Хэмфри чувствовал, что очень устал, очень стар. К тому же пришло время для его сна.

## Персонажи
- Хэмфри Литтлвит

Хэмфри Литтлвит — родился в родовом поместье в Девоншире, 10 дня августа 1690 года (или по новому, григорианскому, календарю — 20 августа). На текущий момент ему 228 лет. Хэмфри распространял вымысел, что он появился на свет якобы в 1890 году в Америке. Он был столь образован, что с легкостью писал точные критические отзывы про труды современных поэтов.
- Господин Босуэлл

Господин Босуэлл — маленький насмешник, с которым он был знаком с давних пор, обычно устраивал потеху про его неловкие манеры и старомодный парик, и платье.
- Сэмюэль Джонсон

Сэмюэль Джонсон — доктор наук 54 лет, полный, страдающий одышкой человек, очень плохо одет, производит неопрятное впечатление. Он носил пушистый завитой парик, не перевязанный сзади лентой, без пудры, что был слишком маленький для его головы. Его рыже-коричневое платье было очень мятое, на нем не хватало более чем одной пуговицы. Его лицо, слишком полное, чтобы быть красивым, также производило эффект некоего болезненного беспорядка; и его голова постоянно несколько конвульсивно подергивалась из-за физического изъяна.

## Критика
Лавкрафт будет часто использовать высокопарные диалоги в его произведениях.
Критик Дэниел Хармс пишет по поводу этого рассказа:

Лавкрафт осознал своё желание быть человеком из более ранней эпохи, с соответствующими возрастом и культурой, и может просто посмеяться над собой.
Оригинальный текст (англ.)...it at least shows that HPL realized his pretensions ... of being an older, cultured gentleman of an earlier era, and could make fun of himself.